# Varga Lajos (zoológus)
Varga Lajos (Désakna, 1890. január 26. – Sopron, 1963. május 10.) magyar zoológus, az MTA tagja. Zoológiai szakmunkákban nevének rövidítése: „Varga”.

## Életpályája
1910 és 1914 között a kolozsvári egyetemen gyakornokoskodott Apáthy István mellett. Első világháborús részvételét követően 1917-től már a soproni honvéd főreáliskola tanárává nevezték ki, 1919-ben pedig hidrobiológus magántanári képesítést kapott a szegedi egyetemen. 1938-tól egyetemi nyilvános rendkívüli tanár. 1952-ben megkapta a biológiai tudományok doktora címet. 1957-től az MTA Talajbiológiai Kutató Laboratóriuma soproni kirendeltségének vezetője, valamint az Erdőmérnöki Főiskola (ma a Soproni Egyetem Erdőmérnöki Kara) tanszékvezető tanára. Kutatási területei közé tartozott a vizekben és talajokban élő kerekesférgek és egyéb alacsonyrendű állatok vizsgálata; ezzel a tevékenységével külföldön is szakmai elismerést vívott ki. Elsődleges szerepe volt abban, hogy a laikusok számára is ismertté vált a Fertő tó mikroszkopikus állatvilága.
Sírja a nemzeti sírkerthez tartozik.

## Díjai, elismerései
- Schafarzik Ferenc-emlékérem (1961)